# Liquefazione dell'aria
La liquefazione dell'aria è un processo industriale di distillazione frazionata a due colonne ideato dallo scienziato Carl von Linde ("ciclo di Linde") e sviluppato in seguito in molti processi. Consiste nella condensazione dell'aria atmosferica, seguita da un suo eventuale frazionamento in colonna di distillazione per ottenere azoto, ossigeno e gas nobili puri per scopi solitamente industriali.

Schema di funzionamento di un ciclo di Linde.

## Processo di liquefazione
I processi esistenti sono diversi, ma essenzialmente per liquefare l'aria possono essere seguite due strade:
- espansione in valvola (isoentalpica):

l'aria compressa viene fatta passare attraverso una valvola che ne abbassa repentinamente la pressione; l'aria si raffredda e in parte condensa; la parte liquida viene inviata al frazionamento, la parte gassosa torna indietro nello scambiatore e raffredda l'aria entrante. Può essere successivamente riciclata a monte del compressore.
- espansione in turbina (isoentropica):

l'aria compressa viene fatta espandere attraverso una turbina, recuperando lavoro: in questo caso il raffreddamento è maggiore, così come la liquefazione. Tuttavia, gli effetti dissipativi degli attriti e la complicazione tecnica ne limitano l'uso. Inoltre, non è possibile portare a liquefazione l'aria all'interno della turbina per evitare effetti di cavitazione. L'espansione in turbina viene solitamente utilizzata per raffreddare parte dell'aria compressa da utilizzare poi negli scambiatori (ciclo Claude).